# Le mille e una notte

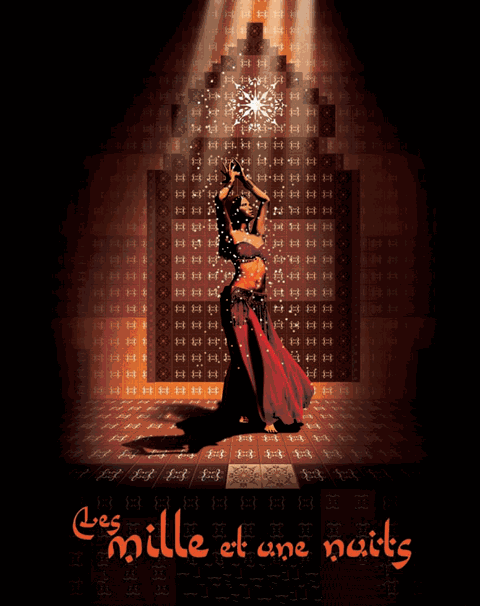
Frontespizio di un'edizione francese de Le mille e una notte.

Le mille e una notte (in arabo ألف ليلة وليلة‎?, ʾAlf layla wa layla; in persiano هزار و یک شب‎, Hezār-o yek šab) è una celebre raccolta di racconti orientali (di origine araba, egiziana, mesopotamica, indiana e persiana), realizzata nel X secolo, di varia ambientazione storico-geografica, composta da differenti autori. Il numero 1000 può essere inteso in arabo anche nel senso di "innumerevoli", a indicare qui il gran numero di racconti raccolti, e tale valore aveva originariamente: successivi compilatori e traduttori presero questo numero alla lettera e, dividendo e aggiungendo storie, arrivarono a una raccolta che ne conteneva appunto mille.
È incentrata sul re persiano Shahriyār che, essendo stato tradito da sua moglie, uccide sistematicamente le sue spose al termine della prima notte di nozze. Un giorno Shahrazād, figlia maggiore del gran visir, decide di offrirsi volontariamente come sposa al sovrano, avendo escogitato un piano per placare l'ira dell'uomo contro il genere femminile. Così la bella e intelligente ragazza, per far cessare l'eccidio e non essere lei stessa uccisa, attua il suo piano con l'aiuto della sorella: ogni sera racconta al re una storia, rimandando il finale al giorno dopo. Va avanti così per "mille e una notte"; e alla fine il re, innamoratosi, le rende salva la vita.

## Descrizione

### Origine ed edizioni

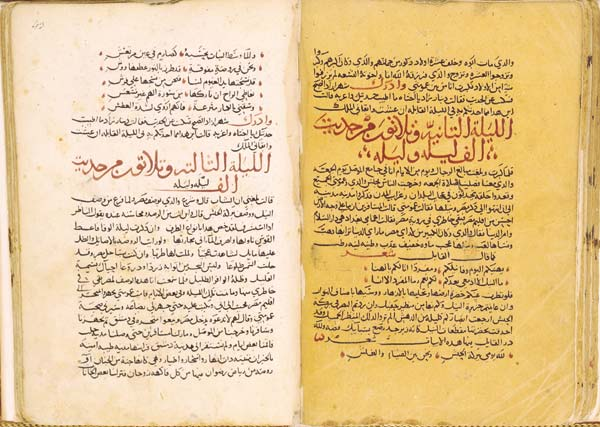
Manoscritto arabo delle Mille e una notte risalente al 1300.

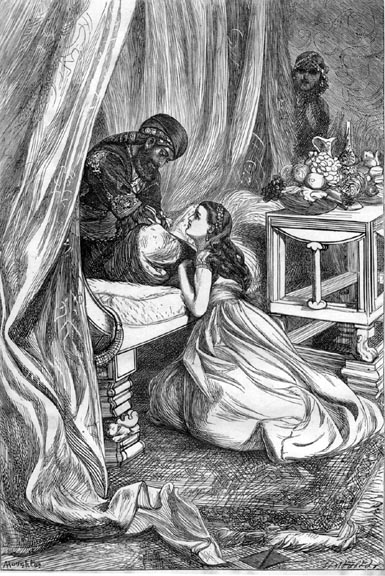
Il Sultano decide il destino di Shahrazād.

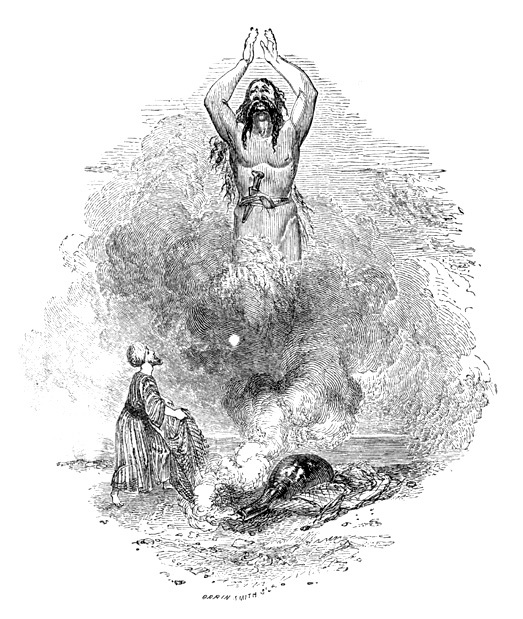
Genio liberato dalla bottiglia.

Il problema delle origini de Le mille e una notte è estremamente complesso. Sull'origine e la storia della raccolta e degli elementi che la compongono si è discusso moltissimo.
Il nucleo originario della raccolta, così come l'impianto della storia che fa da cornice, ha genesi multiple in diverse culture, con una lunga storia di aggiunte e traduzioni. Il nucleo primitivo è probabilmente d'origine indiana e persiana. Come tutte le storie molto antiche, quello che adesso conosciamo come Le mille e una notte era una tradizione centenaria inizialmente tramandata nel tempo oralmente, evolutasi dall'India alla Mesopotamia, dalla Persia all'Egitto. Sulla base di novelle e racconti morali indiani, storie persiane di magia e di creature invisibili, con altri racconti di origini sconosciute, sono stati raccolti e tradotti in lingua araba partendo circa dall'ottavo secolo.
Da un punto di vista temporale si ritiene che la prima stesura organica delle novelle sia datata attorno al X secolo. È infatti in questo periodo che Ibn al-Nadīm nel Kitâb Al-Fihrist (“catalogo dei libri”) cita un libro di racconti persiani intitolato Hazār Afsān (“mille storie”), una raccolta di 200 storie in cui Sheherezade racconta mille notti di storie per salvarsi la vita, che quindi potrebbe essere identificata col nucleo più antico de Le mille e una notte. La studiosa Nabia Abbott ha ritrovato in Siria nella metà del XX secolo un frammento di documento databile al IX secolo, con una versione in lingua araba di alcune linee e con il titolo di Kitab Hadith Alf Layla (“libro del racconto delle mille notti”). Ha successivamente dimostrato che Le mille e una notte basano la struttura e i racconti (intorno ai quali si accumulano storie arabe tradotte e originali) su Hazār Afsān.
Un taccuino circa del 1150 di un libraio ebreo proveniente dalla ghenizah (archivio della sinagoga) del Cairo, menziona il prestito di una copia de Le mille e una notte, la prima volta che questo titolo compare in una registrazione storica. Il documento venne trovato nel 1958 da Shlomo Dov Goitein. Al-Maqqari in Analectes sur l'histoire et la littérature des Arabes d'Espagne (“Annali sulla storia e sulla letteratura degli arabi della Spagna”) fa riferimento all'esistenza di copie manoscritte del XII secolo di Kitab Hadith Alf Layla. A supportare questa datazione approssimativa esiste la dichiarazione di uno storico, Robert Irwin, secondo il quale all'inizio del XII secolo in Egitto l'opera Alf layla wa layla (titolo arabo che letteralmente significa “Mille notti e una notte”) era molto popolare e conosciuta.
Un manoscritto del XIV secolo intitolato Alf layla wa layla e contenente circa 300 storie fu rinvenuto in Siria. Continuamente arricchita, abbellita e rielaborata attraverso i secoli, assunse solo nel Quattrocento la forma con la quale è più o meno giunta fino a noi. Le storie erano aggiunte nel corso dei secoli sia per via orale come pure in forma scritta. D'altro canto i manoscritti dai quali vennero effettuate le traduzioni che la diffusero in Europa erano già esistenti nel XVI secolo.
Agli inizi del Settecento il grande studioso arabista Antoine Galland raccoglie e traduce per primo in una lingua basata sull'alfabeto latino (il francese) un gruppo di manoscritti arabi conservati presso la Biblioteca Nazionale di Parigi. In alcune novelle si trovano riferimenti alla potenza navale di Genova, Venezia e Zara; come pure citazioni di particolari armi o istituzioni egiziane: tutte tracce che possono suggerire diverse datazioni. Però è quasi certo che una parte è stata scritta da lui stesso, attingendo a fonti siriane. La traduzione di Galland è stata completata da Jacques Cazotte e Denis Chavis per i volumi XXXVII-XLI (Ginevra, 1784-1793) con il volume intitolato Serate del Sultano Shahryar. Una traduzione in italiano del Galland è quella curata da Armando Dominicis.
In Inghilterra il primo a cimentarsi fu l'orientalista Edward William Lane, che creò una versione più estesa rispetto a quella di Galland, ma assai censurata, per adattarla alla rigida morale vittoriana. Per reazione, il poeta John Payne, amico di Richard Francis Burton, si cimentò in una propria versione in cui lasciò da parte la morale in nome di una maggiore aderenza all'originale, reintegrando tanti dei passi ingiustamente tagliati. Sollecitato dall'interesse che le Mille e una notte riscuotevano, anche Burton si mise allora all'opera per una traduzione. La sua versione è assai arcaica nella lingua e riporta alcune differenze rispetto a quelle dei due predecessori e di Galland. L'erotismo del testo fu accentuato soprattutto dalle minuziose note e appendici, che non si limitano però a fornire delucidazioni sul materiale sessuale, ma coprono innumerevoli aspetti dei costumi dei vari stati musulmani dando un interessante supporto al lettore. La sua versione rimane la più estesa di quelle mai pubblicate (sedici volumi: 10 delle Mille e una notte più 6 di Notti supplementari, in cui sono incluse le storie "orfane" di Aladino e Alì Babà).

### La ricezione in Italia
In Italia, la fertile diffusione e popolarità dell'opera derivò dalle traduzioni inizialmente approntate sulla base della versione francese Galland, a partire dal 1721, mentre la prima traduzione integrale dall'arabo arrivò molto tardi. Assai accurata, e ritenuta fin dal suo apparire l'edizione di riferimento, fu quella approntata nel 1948 dal grande arabista Francesco Gabrieli, che si avvalse dell'apporto di Umberto Rizzitano, Costantino Pansera e Virginia Vacca. Il lavoro fu eseguito per la casa editrice torinese Einaudi.
Una traduzione ricca di annotazioni è quella in francese di René Rizqallah Khawam, a partire da manoscritti originali del XIII secolo (anche se non precisati nemmeno nell'edizione apparsa in Francia), pubblicata nel 1986, resa in italiano da Gioia Angiolillo Zannino e Basilio Luoni per Rizzoli nel 1989 (comprende numerose parti in versi). Un altro volume condotto sull'edizione Khawam, apparso nel 1991 in Italia, ha per titolo Altre storie dalle «Mille e una notte». Le avventure di Sindbâd, Aladino, Hasan di Basra contiene i celeberrimi racconti di Aladino, Alì Baba e Sinbad.
Pier Luigi Vercesi ha scritto che la versione di Francesco Gabrieli per la collana Millenni, che Giulio Einaudi aveva ideato negli «anni della seconda guerra mondiale (...) rimase la versione "ufficiale" italiana fino a quando la polemica si rinfocolò sull'onda di una nuova traduzione pubblicata dalla Rizzoli nel 1989. (...) In quell'occasione Gabrieli (...) schivò la polemica citando Diderot: Diffidate di colui che vuole mettere ordine».
Esiste, in quattro volumi editi da Alberto Marotta a Napoli nel 1956, una traduzione delle Mille e una notte di Giovanni Haussmann (volumi I e II) e di Mario Visetti (volumi III e IV), una ritraduzione dalla versione russa condotta dagli arabisti M.A. Sallier e I. Kratchkovsky sull'edizione di Calcutta II del 1839-1841 e pubblicata dal 1932 al 1939 nelle edizioni dell'Accademia Sovietica delle Scienze di Leningrado. Secondo la "Nota bibliografica" di Marotta, le precedenti traduzioni italiane ivi citate sono numerosissime, ma sarebbero tutte o più o meno incomplete o condotte sulla traduzione settecentesca di Antoine Galland, ignorando quindi la versione curata da Francesco Gabrieli condotta su manoscritti arabi, mentre l'autorevolezza e la competenza dei traduttori (due di essi cattedratici di Lingua e letteratura araba) dovrebbe garantire affidabilità del prodotto. Ma è impossibile parlare di un testo-base per Le mille e una notte epperò di una maggiore o minor discrasia delle plurime traduzioni, costituendo l'opera una silloge, il carattere dei cui materiali narrativi è geograficamente e temporalmente ben differenziato.
Si ricordano, inoltre, le anonime ritraduzioni, sempre dal francese, apparse in precedenza, tra Otto e Novecento: Ferraris, 1852; Perelli, 1862; De Angelis, 1864; Lubrano, 1864 (terza edizione); Pagnoni, 1872; Carrara, 1881; Chiurazzi, 1884; Tommasi e Checchi, 1888; Bietti, 1893; Salani, 1893 (versione a cura di Armando Dominicis); Soc. Ed. Milanese, 1908 (traduzione integrale dal Galland); Nerbini, 1909; Istituto Editoriale Italiano, 1914; Nugoli, 1921-1925; Sandron, 1922; Salani, 1924-1928 (riveduta sul testo arabo da Francesco D'Arbela); Istituto di Arti Grafiche, 1924 (a cura di Arturo Jahn Rusconi); Bolla 1928; UTET, 1928 (a cura di Angelo Maria Pizzagalli); Genio, 1933 (riduzione di Lilli Ferrari Accama); Hoepli, 1944 (riduzione di Teresita e Flora Oddone).
Nella Storia dell'eternità, Jorge Luis Borges analizza le traduzioni delle Mille e una notte, segnalando la già citata versione di Burton.

### Ambientazione
L'ambientazione delle novelle è alquanto varia: il racconto-contenitore, come pure altre novelle, ha una origine indo-iranica ed appartiene al nucleo più antico. In molte altre novelle intervengono jinn e spiriti, che denotano un'antica derivazione persiana. Si individua pure un ciclo dei racconti di Baghdad (chiaramente di tradizione arabo-musulmana), nelle quali assume un ruolo fondamentale il califfo abbaside Hārūn al-Rashīd e un ciclo di novelle ambientate in Egitto (per lo più al Cairo), più avventurose e di origine più recente, nelle quali si riconoscono influssi giudaici. Accanto ai filoni indo-iranico, arabo-abbaside-iracheno, arabo-egiziano e giudaico è presente pure un filone minore greco-ellenistico. Alcune novelle sono infine parzialmente ambientate in Cina e altre negli Urali. In tempi successivi vennero aggiunti racconti estranei; quali Le avventure di Sindbad il marinaio o La storia dei sette vizir.

### Trama in sintesi

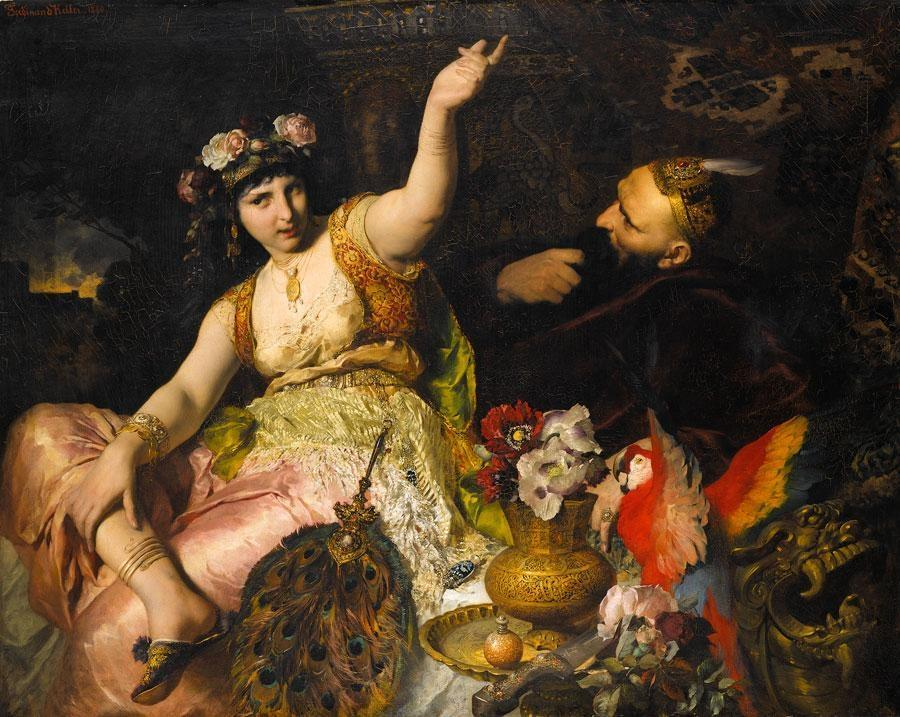
Shahrazād racconta le sue storie al principe Shāhriyār, dipinto di Ferdinand Keller.

Il re Shāhriyār, il sultano della Persia e dell'India, è sposato con una moglie tanto bella quanto ricca, ma scopre un giorno che lei lo tradisce con uno schiavo. Memore che una storia simile era accaduta qualche settimana prima anche a suo fratello, Shāhrīyār, furioso contro la donna e contro tutti gli esseri femminili del mondo, ritenuti iniqui, fa decapitare la moglie; il giorno dopo si sposa con un'altra ragazza della città dove regna, ma di notte la fa in seguito uccidere, rispettando il suo voto.
Il sovrano inizia così a trucidare molte ragazze del Paese, finché una donna di corte di nome Shahrazād non decide di rischiare la vita, proponendosi come sposa. Il sultano accetta subito, ma mentre sta già meditando il suo delitto, la ragazza, durante la notte, inizia a raccontare delle storie fantastiche. Il sultano rimane estasiato e la ascolta affascinato, ma Shahrazād interrompe le vicende sul più bello ogni notte per non essere uccisa. Viene così obbligata dal sultano a continuare la fiaba la notte successiva. La ragazza prosegue nel suo piano per mille e una notte, durante le quali il sultano ascolta le novelle e impara la morale di ciascuna di esse. Dopo che Shahrazād ha terminato di raccontare la sua ultima novella, il sultano, rendendosi conto di essere stato un vero e proprio assassino nei confronti delle donne soltanto per il tradimento della prima moglie, si pente del suo operato e decide di sposare la sua donna di corte, regalando al suo regno pace e prosperità.

## Temi letterari e tecniche narrative
Ne Le mille e una notte e in varie delle sue novelle assistiamo all'impiego di tecniche letterarie innovative, a cui i diversi narratori fanno ricorso al fine di incrementare la drammaticità delle storie e delle emozioni che veicolano. Alcune di queste tecniche risalgono alle letterature persiana, indiana e araba, mentre altre costituiscono una peculiarità dell'opera.

### Cornice narrativa
Le mille e una notte presentano uno dei primi casi di cornice narrativa: Shahrazād racconta una serie di storie (per lo più fiabe) al sultano Shāhriyār, molte delle quali contengono a loro volta un racconto nel racconto, come accade ad esempio con Sindbad il marinaio, personaggio che narra i suoi sette viaggi a Sindbad il facchino dopo che questi si era addolorato della sua infelice esistenza invidiando il destino del ricco e potente marinaio. Il concetto di cornice narrativa risale all'antica letteratura sanscrita e fu introdotto nella letteratura persiana e araba tramite il Pañcatantra.
Rispetto al Pañcatantra la cornice narrativa ha tuttavia caratteristiche diverse. La storia è introdotta in maniera differente: nel Pañcatantra infatti il racconto incorporato aveva fondamentalmente una funzione didattica, ammonendo su ciò che sarebbe potuto accadere qualora non fosse stata seguita una determinata condotta morale. Ora invece la nuova storia non è necessariamente diretta conseguenza di esigenze didattiche, ma obbedisce a ragioni più elaborate e sottili; e talvolta vuole essere la risposta a una questione sollevata in un racconto precedente.
Il narratore principale è sconosciuto, mentre le novelle sono raccontate da Shahrazād. Al loro interno vi è talvolta un narratore di terzo grado e in taluni casi altri ancora.
Questo espediente narrativo è da alcuni paragonato al metateatro così come definito da Lionel Abel nel 1963 con riferimento al ruolo di Don Chisciotte della Mancia come prototipo di personaggio autoreferenziale.
Tale artificio è spesso usato in epoca moderna, da William Shakespeare fino a Luigi Pirandello. Nel Trecento Giovanni Boccaccio usa questo tipo di struttura, per la prima volta in maniera ampia e organica in Europa, nel suo Decameron, dove la metanarrazione serve in molti casi a chiarire le posizioni dei protagonisti. È comunque possibile rintracciare le origini del metaracconto nella narrazione epica, per esempio alcuni canti dell'Odissea sono costituiti dai racconti fatti da Ulisse all'assemblea dei Feaci.

### Ipotiposi
Nell'opera è frequente il ricorso a una narrazione dal forte impatto visivo. I fatti e gli oggetti appaiono al lettore con presenza marcata di particolari e la loro vivacità determina uno dei primi casi di ipotiposi. In tal senso la Storia delle tre mele si presenta come esempio significativo.

## Edizioni italiane
- Novelle arabe divise in mille e una notte tradotte dall'idioma francese nel volgare italiano, 6 voll., Venezia, Sebastiano Coleti, 1721-1722, SBN LO1E041598.
- Continuazione delle novelle arabe divise in mille ed una notte. Tradotte litteralmente in francese da don Dionigio Chavis, arabo di nazione, sacerdote della Congregazione di s. Basilio, e ridotte dal sig. Cazotte, membro dell'Accademia di Dione, ec. Ora per la prima volta dall'idioma francese recate nel volgare italiano. Tomo primo-quarto, traduzione di Denis Chavis, 4 voll. riduzione di M. Cazotte, Venezia, Giuseppe Orlandelli, Francesco Pezzana eredi, 1791, SBN PUVE023936.
- Le mille e una notti: novelle arabe, già pubblicate dal Galland. Nuova traduzione eseguita sull'ultima edizione di Parigi da A. F. Falconetti, traduzione di Antonio Francesco Falconetti, 27 voll., Venezia, G. Antonelli, 1831-1832, SBN VEA0151721.
- Le Mille e una notte: novelle arabe tradotte in francese da Antonio Galland: versione italiana nuovamente emendata e corredata di note, Napoli, Francesco Rossi, 1852, SBN BAS0237544.
- Le Mille e una notte, novelle arabe, traduzione di Armando Dominicis, Firenze, Salani, 1893-1935. [ritraduzione dalla versione francese Galland] - a cura di Massimo Ievolella, Milano, Mondadori, 1984-1997; trad. riveduta, Collana I Mammut, Roma, Newton Compton, 1991-2023.
- Le mille e una notte, 12 voll., prima traduzione italiana completa (dalla versione francese di J.C. Mardrus), Milano, Nugoli, 1921-1929.
- Le Mille e una notte, novelle arabe, 16 voll., dal testo approntato da Francesco D'Arbela, Firenze, Salani, 1924-1929. [ritraduzione dal francese]
- Le mille e una notte, 4 voll., Edizione diretta e Introduzione di Francesco Gabrieli, trad. di Antonio Cesaro, Costantino Pansera, Umberto Rizzitano e Virginia Vacca, Collezione i millenni, Torino, Einaudi, 1948. [Prima versione italiana dall'arabo] - Prefazione di Tahar Ben Jelloun, Nota di Ida Zilio-Grandi, Collana Einaudi Tascabili n.460, Torino, Einaudi, 2006.
- Le mille e una notte, 2 voll., testo stabilito sui manoscritti originali del XIII secolo da René Rizqallah Khawam (1986), Prefazione di Giorgio Manganelli, trad. dal francese di Gioia Angiolillo Zannino e Basilio Buoni, Collezione Classici Rizzoli, Milano, Rizzoli, novembre 1989, ISBN 978-88-171-8701-5. - Euroclub, 1997.
- Altre storie dalle «Mille e una notte». Le avventure di Sindbâd, Aladino, Hasan di Basra, Testo stabilito sui manoscritti originali da René R. Khawam, Prefazione di Pietro Citati, trad. dal francese di Basilio Buoni, Collana Classici Rizzoli, Milano, Rizzoli, 1991, ISBN 978-88-171-8704-6.
- Le mille e una notte, 3 voll., trad. e cura di Hafez Haidar, Collana Oscar Grandi Classici n.84, Milano, Mondadori, 2001, ISBN 978-88-044-9847-6, SBN RMS1941101. - Collana Oscar Classici n.164, Mondadori, 2013.
- Le mille e una notte, traduzione di Roberta Denaro e Mario Casari, Prima traduzione italiana dal più antico manoscritto arabo stabilito da Muhsin Mahdi. Introduzione di Vincenzo Cerami, Postfazione di Roberta Denaro, Collana Fiabe e storie, Roma, Donzelli, 2006, ISBN 978-88-603-6079-3.

### Riscritture
- Le mille e una notte secondo Burton, La Biblioteca di Babele, collana di letture fantastiche diretta da Jorge Luis Borges, Parma, Franco Maria Ricci, 1981. - Collana Oscar, Milano, Mondadori, 1990.
- Le Mille e una notte, riscritte da David Walser, trad. dall'inglese di Arianna Giorgia Bonazzi, Milano, Fabbri Editori, 2007.
- Kader Abdolah racconta Le mille e una notte (1001 nacht. Een hervertelling, 2020), trad. dall'olandese di Elisabetta Svaluto Moreolo e Claudia Cozzi, Collana Gli Iperborei, Milano, Iperborea, 2023, ISBN 978-88-709-1675-1.

## Altro

### Illustratori delleMille e una notte

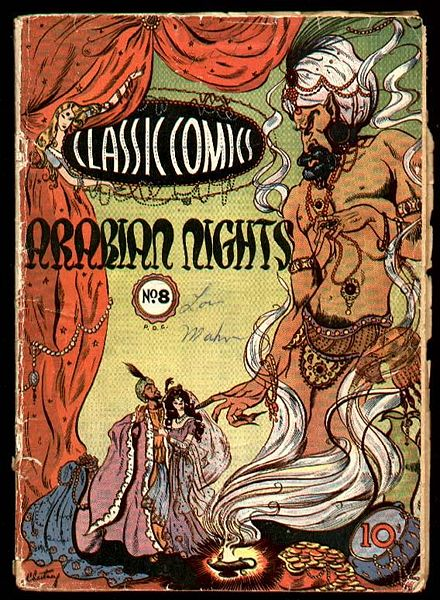
Le mille e una notte a fumetti.

- Brothers Dalziel, Illustrated Arabian Nights Entertainments, Ward, Lock and Tyler, London 1863-65.
- Gustave Doré (e altri), Les mille et une nuits, Hachette, Paris 1865-66.
- Henry Justice Ford, The Arabian Nights Entertainments, Longmans, Green and Co., London 1898.
- William Heath Robinson, The Arabian Nights Entertainments, Newnes, London 1899.
- Edmund Dulac, Stories from the Arabian Nights, Hodder and Stoughton, London 1907.
- Maxfield Parrish, The Arabian Nights, Charles Scribner's, New York 1909.
- René Bull, The Arabian Nights, Constable, London 1912.
- Duilio Cambellotti, Le mille e una notte, Istituto Editoriale Italiano, Milano 1914.
- Vsevolode Nicouline, Le Mille e Una Notte, Hoepli editore, Milano 1928.
- Leon Carré, Les mille et une nuits, Editions Piazza, Paris 1926-1932.
- Marc Chagall, Four Tales from the Arabian Nights, Pantheon Books, New York 1948.
- Arthur Szyk, The Arabian Nights, Limited Editions Club 1954.
- Mario Morelli di Popolo e di Ticineto, Alf leila u leila, Cairo (Egitto) 1957-1958.

### Videogiochi sulle novelle dell'opera
- Tales of the Arabian Nights, videogioco del 1984 sviluppato per Commodore 64.
- Arabian Magic, videogioco arcade pubblicato da Taito nel 1992.

### Le mille e una nottein musica, cinema e teatro
- Shéhérazade, Op. 35, è una suite sinfonica composta da Nikolai Rimsky-Korsakov nel 1888. La musica fu usata per un balletto da Michel Fokine nel 1910.
- Il ladro di Bagdad (The Thief of Bagdad), film di Raoul Walsh del 1924.
- Le avventure del principe Achmed (Die Abenteuer des Prinzen Achmed), lungometraggio animato di Lotte Reiniger del 1926.
- Le mille e una notte (Gül Baba), film di Kálmán Nádasdy del 1940.
- Il ladro di Bagdad (The Thief of Bagdad), remake di Ludwig Berger e Michael Powell del 1940.
- Le mille e una notte (Arabian Nights) di John Rawlins (1942).
- Il ladro di Bagdad, film di Arthur Lubin e Bruno Vailati (1961), versione italiana tratta dalla favola di Aladino e la lampada meravigliosa.
- Finalmente... le mille e una notte, di Antonio Margheriti (1972).
- Le mille e una notte... e un'altra ancora, film di Enrico Bomba (1973).
- Le mille e una notte all'italiana, film di Carlo Infascelli (1973).
- Senya ichiya monogatari, film di animazione giapponese diretto da Eiichi Yamamoto (1969) e prodotto dalla Mushi Production.
- Il fiore delle Mille e una notte di Pier Paolo Pasolini (1974).
- Shirab il ragazzo di Bagdad (1975-1976), serie televisiva anime.
- Storie ErotiComiche da "Le mille e una notte" (ErotiKomische Geschichten aus 1001 Nacht), produzione teatrale di Markus Zohner Theater Compagnie, con Patrizia Barbuiani e Markus Zohner.
- Doraemon - The Movie: Le 1000 e una notte (Doraemon - Nobita no Dorabian Naito), film anime del 1991 diretto da Tsutomu Shibayama.
- Aladdin, film di Ron Clements e John Musker (1992).
- Il principe delle favole (in originale Arabian nights), miniserie in due puntate per la regia di Steve Barron prodotta dalla Hallmark Entertainment (ora Halcyon Studios) (2000).
- Le Mille e una Notte, produzione teatrale con Vincenzo Cerami, con musiche originali di Aidan Zammit (2007).
- L'Oriente islamico - Note antropologiche alle Mille e una Notte di Richard Francis Burton - traduzione a cura di Graziella Martina - I edizione Ibis - Giugno 2005.
- Le mille e una notte - Aladino e Sherazade, miniserie televisiva in due puntate (2012), con Vanessa Hessler (Sherazade) e Marco Bocci (Aladino), diretta da Marco Pontecorvo e sceneggiata da Lucia Maria Zei.
- Le mille e una notte - Arabian Nights (As Mil e Uma Noites), trilogia di lungometraggi diretta da Miguel Gomes (Portogallo, 2015).

#### Il fiore delle Mille e una notte

Pier Paolo Pasolini

Il film, uscito nel 1974, è l'ultimo della cosiddetta "trilogia della vita" di Pier Paolo Pasolini.
L'opera include le novelle ritenute più esemplari, caratterizzanti e di maggior spicco amoroso e sessuale della raccolta Le mille e una notte. Tuttavia Pasolini, cambiando la sceneggiatura originale, introdusse un prologo non presente nella raccolta, ossia la storia del giovane mercante Nur ed-Din e della schiava saggia Zumurrùd. Le vicissitudini di questi due personaggi danno vita alla vicenda di un terzo protagonista, un vecchio e gaudente poeta che, incontrando tre giovani neri, decide di portarseli nella sua tenda e di divertircisi, mentre gli racconta un'altra storia. Di seguito, dopo la presentazione di Nur ed-Din e Zumurrùd, si passa alla storia principale del film, ossia la vicenda di Aziz, Aziza e della maga Budùr, che raggiunge il culmine della passione amorosa e della bellezza sessuale. Da questa storia un avventuriero decide di cercare un modo per sposare una bella principessa offrendosi di dipingerle un quadro, e per far ciò assolda due pittori monaci. Anche i due raccontano durante la lavorazione le loro rispettive storie. Al termine di questo grande gruppo di storie, raccontate da delle fanciulle a Nur ed-Din, giunto a Baghdad per trovare la sua amata, il giovane protagonista si riconcilia con Zumurrùd e i due diventano sovrani della città.
Il film rispecchia, nella chiave narrativa e nelle tecniche di incastonatura delle storie in altri racconti, il testo a cui è ispirato. Lo stesso vale per il ritmo delle vicende, per i comportamenti dei personaggi e per le regole da rispettare affinché gli innamorati possano dare prova del loro amore alle principesse.